# Élections sénatoriales de 2020 dans le Bas-Rhin
Les élections sénatoriales dans le Bas-Rhin ont lieu le dimanche 27 septembre 2020. Elles ont pour but d'élire les sénateurs représentant le département au Sénat pour un mandat de six années.

## Contexte départemental
Lors des élections sénatoriales de 2014 dans le Bas-Rhin, cinq sénateurs ont été élus selon un mode de scrutin proportionnel.
Depuis, tous les effectifs du collège électoral des grands électeurs ont été renouvelés, avec les élections départementales de 2015, les élections régionales de 2015, les élections législatives de 2017 et les élections municipales de 2020.

## Sénateurs sortants
| Sénateur | Sénateur             | Parti | Fonctions lors de l'élection en 2014                 |
| -------- | -------------------- | ----- | ---------------------------------------------------- |
|          | Guy-Dominique Kennel | LR    | Président du conseil général                         |
|          | André Reichardt      | LR    | Sénateur sortant, vice-président du conseil régional |
|          | Esther Sittler       | LR    | Sénatrice sortante, maire de Herbsheim               |
|          | Claude Kern          | UDI   | Maire de Gries                                       |
|          | Jacques Bigot        | PS    | Conseiller régional, maire d'Illkirch-Graffenstaden  |

## Présentation des listes et des candidats
Les nouveaux représentants sont élus pour une législature de 6 ans au suffrage universel indirect par les 2 727 grands électeurs du département. Dans le Bas-Rhin, les sénateurs sont élus au scrutin proportionnel plurinominal. Leur nombre reste inchangé, cinq sénateurs sont à élire et sept candidats doivent être présentés sur la liste pour qu'elle soit validée. Chaque liste de candidats est obligatoirement paritaire et alterne entre les hommes et les femmes. Plusieurs listes seront déposées dans le département. Elles sont présentées ici dans l'ordre de leur dépôt à la préfecture et comportent l'intitulé figurant aux dossiers de candidature.

### Divers droite
| N° | Candidats | Candidats            | Parti | Principales fonctions                                       |
| -- | --------- | -------------------- | ----- | ----------------------------------------------------------- |
| 01 |           | Claude Kern          | UDI   | Sénateur sortant, conseiller municipal de Gries             |
| 02 |           | Elsa Schalck         | LR    | Conseillère régionale, conseillère municipale de Strasbourg |
| 03 |           | Guy-Dominique Kennel | LR    | Sénateur sortant                                            |
| 04 |           | Nadège Hornbeck      | LR    | Adjointe au maire de Sélestat                               |
| 05 |           | Patrick Michel       | DVD   | Maire de Bouxwiller                                         |
|    |           |                      |       |                                                             |
| 06 |           | Martine Sarlat       | DVD   | Maire de Crastatt                                           |
| 07 |           | Yves Sublon          | DVD   | Conseiller départemental, maire d'Eschau                    |

### Parti radical de gauche
| N° | Candidats | Candidats               | Parti | Principales fonctions |
| -- | --------- | ----------------------- | ----- | --------------------- |
| 01 |           | Gérard Bouquet          | PRG   |                       |
| 02 |           | Myriam Meyer-Schlienger | DVG   |                       |
| 03 |           | Thibaut Vinci           | PRG   |                       |
| 04 |           | Danielle Martin         | DVG   |                       |
| 05 |           | Jean-Marie Wintz        | DVG   |                       |
| 06 |           | Nolwen Arwani           | DVG   |                       |
| 07 |           | Léon Serfati            | PRG   |                       |

### Divers droite
| N° | Candidats | Candidats           | Parti | Principales fonctions                      |
| -- | --------- | ------------------- | ----- | ------------------------------------------ |
| 01 |           | Pascale Ludwig      | DVD   | Maire de Keffenach                         |
| 02 |           | Jacques Cornec      | DVD   | Maire de Bourgheim                         |
| 03 |           | Cathie Haushalter   | DVD   | Conseillère municipal de Saverne           |
| 04 |           | Henri Schweitzer    | DVD   |                                            |
| 05 |           | Nicole Kraemer      | DVD   | Adjointe au maire d'Oberlauterbach         |
|    |           |                     |       |                                            |
| 06 |           | Éric Hubert         | DVD   | Conseiller municipal de Soultz-sous-Forêts |
| 07 |           | Pascale Guenoukpati | DVD   |                                            |

### Europe Écologie Les Verts - Parti socialiste - Parti communiste
| N° | Candidats | Candidats          | Parti | Principales fonctions               |
| -- | --------- | ------------------ | ----- | ----------------------------------- |
| 01 |           | Jacques Fernique   | EÉLV  | Conseiller municipal à Geispolsheim |
| 02 |           | Françoise Bey      | PS    | Conseillère départementale          |
| 03 |           | Jean-Martin Kientz | PCF   | Ancien maire d'Ebersheim            |
| 04 |           | Régine Dietrich    | DVG   | Adjointe au maire de Scherwiller    |
| 05 |           | Armand Marx        | EÉLV  | Conseiller municipal de Haguenau    |
|    |           |                    |       |                                     |
| 06 |           | Jeanne Barseghian  | EÉLV  | Maire de Strasbourg                 |
| 07 |           | Jean-Marc Riebel   | EÉLV  |                                     |

### Divers gauche
| N° | Candidats | Candidats         | Parti | Principales fonctions              |
| -- | --------- | ----------------- | ----- | ---------------------------------- |
| 01 |           | Andrée Buchmann   | DVG   | Adjointe au maire de Schiltigheim. |
| 02 |           | Gérard Nicastro   | DVG   | Maire d'Obersteinbach              |
| 03 |           | Laurence Wagner   | DVD   | Conseillère municipale de Saverne  |
| 04 |           | Hugues Petit      | DVG   | Ancien maire de Bernardvillé       |
| 05 |           | Régina de Almeida | UDI   | Adjointe au maire d'Oberhausbergen |
|    |           |                   |       |                                    |
| 06 |           | Albert Dubler     | DVD   |                                    |
| 07 |           | Doris Ternoy      | UDI   | Maire de Breuschwickersheim        |

### La République en marche - Agir - MoDem
| N° | Candidats | Candidats         | Parti | Principales fonctions                         |
| -- | --------- | ----------------- | ----- | --------------------------------------------- |
| 01 |           | Antoine Herth     | Agir  | Député, conseiller municipal d'Artolsheim     |
| 02 |           | Christel Kohler   | LREM  | Conseillère municipale de Strasbourg          |
| 03 |           | Jonathan Sommer   | LREM  | Conseiller municipal de Niederbronn-les-Bains |
| 04 |           | Evelyne Isinger   | MoDem | Conseillère régionale                         |
| 05 |           | Jérémie Stutz     | LREM  |                                               |
|    |           |                   |       |                                               |
| 06 |           | Hélène Hollederer | LREM  | Conseillère municipale de Schiltigheim        |
| 07 |           | Gérard Engel      | LREM  |                                               |

### Divers droite
| N° | Candidats | Candidats                 | Parti | Principales fonctions                             |
| -- | --------- | ------------------------- | ----- | ------------------------------------------------- |
| 01 |           | André Reichardt           | LR    | Sénateur sortant, conseiller régional             |
| 02 |           | Laurence Muller-Bronn     | LR    | Conseillère départementale, maire de Gerstheim    |
| 03 |           | Marc Séné                 | LR    | Conseiller départemental, maire de Sarre-Union    |
| 04 |           | Marie-Bernadette Butzerin | LR    |                                                   |
| 05 |           | Jean Humann               | LR    | Maire d'Entzheim                                  |
|    |           |                           |       |                                                   |
| 06 |           | Marie-Paule Lehmann       | LR    | Conseillère départementale, maire de Scherlenheim |
| 07 |           | Christian Klipfel         | LR    | Conseiller municipal de Soultz-sous-Forêts        |

### Unser Land
| N° | Candidats | Candidats                 | Parti | Principales fonctions                         |
| -- | --------- | ------------------------- | ----- | --------------------------------------------- |
| 01 |           | Thiébault-Valéry Zitvogel | UL    |                                               |
| 02 |           | Anastasia Leipp           | UL    | Conseiller municipal de Neuwiller-lès-Saverne |
| 03 |           | Martin Meyer              | UL    |                                               |
| 04 |           | Andrée Munchenbach        | UL    |                                               |
| 05 |           | Nicolas Undreiner         | UL    | Conseiller municipal de Niederschaeffolsheim  |
|    |           |                           |       |                                               |
| 06 |           | Chantal Uhring            | UL    |                                               |
| 07 |           | Vincent Darroman          | UL    |                                               |

### Rassemblement national
| N° | Candidats | Candidats          | Parti | Principales fonctions |
| -- | --------- | ------------------ | ----- | --------------------- |
| 01 |           | Jean-Claude Bader  | RN    |                       |
| 02 |           | Virginie Joron     | RN    | Députée européenne    |
| 03 |           | Patrick Muller     | RN    |                       |
| 04 |           | Eliane Klein       | RN    |                       |
| 05 |           | David Koenig       | RN    |                       |
|    |           |                    |       |                       |
| 06 |           | Valérie Eschenmann | RN    |                       |
| 07 |           | Laurent Gnaedig    | RN    |                       |

### Sans étiquette
| N° | Candidats | Candidats             | Parti | Principales fonctions |
| -- | --------- | --------------------- | ----- | --------------------- |
| 01 |           | Michel Leopold        | DIV   |                       |
| 02 |           | Nathalie Lacroix      | DIV   |                       |
| 03 |           | Damien Osswald        | DIV   |                       |
| 04 |           | Florence Mercier      | DIV   |                       |
| 05 |           | Mathieu Hamm          | DIV   |                       |
|    |           |                       |       |                       |
| 06 |           | Christelle Poinsignon | DIV   |                       |
| 07 |           | Jacky Kubler          | DIV   |                       |

| N° | Candidats | Candidats              | Parti | Principales fonctions |
| -- | --------- | ---------------------- | ----- | --------------------- |
| 01 |           | Jean-Paul Leonhardt    | DIV   |                       |
| 02 |           | Sarah Diebold          | DIV   |                       |
| 03 |           | Jacques Barthel        | DIV   |                       |
| 04 |           | Martine Seyller        | DIV   |                       |
| 05 |           | Paul-Edouard Leonhardt | DIV   |                       |
|    |           |                        |       |                       |
| 06 |           | Ilham Elkarraz         | DIV   |                       |
| 07 |           | Saad Brahimi           | DIV   |                       |

## Résultats
| Tête de liste                                                                             | Tête de liste             | Liste                                 | Voix  | %     | Sièges |  |
| ----------------------------------------------------------------------------------------- | ------------------------- | ------------------------------------- | ----- | ----- | ------ |  |
|                                                                                           | Claude Kern               | Divers droite (UDI - LR)              | 838   | 31,16 | 2      |  |
| Ensemble pour l'Alsace                                                                    |                           |                                       | 838   | 31,16 | 2      |  |
| André Reichardt                                                                           | Divers droite (LR)        | 715                                   | 26,59 | 2     |        |  |
| Les voix de l'Alsace au Sénat                                                             |                           | 715                                   | 26,59 | 2     |        |  |
|                                                                                           | Jacques Fernique          | Union de la gauche (EÉLV - PS - PCF)  | 532   | 19,78 | 1      |  |
| Écologie, solidarité, proximité                                                           |                           |                                       | 532   | 19,78 | 1      |  |
|                                                                                           | Antoine Herth             | Union du centre (Agir - LREM - MoDem) | 299   | 11,12 | 0      |  |
| Agir pour l'Alsace                                                                        |                           |                                       | 299   | 11,12 | 0      |  |
|                                                                                           | Andrée Buchmann           | Divers gauche                         | 88    | 3,27  | 0      |  |
| Une voix forte pour nos territoires                                                       |                           |                                       | 88    | 3,27  | 0      |  |
|                                                                                           | Jean-Claude Bader         | Rassemblement national                | 84    | 3,12  | 0      |  |
| Liste localiste présentée par le Rassemblement national pour le rééquilibrage territorial |                           |                                       | 84    | 3,12  | 0      |  |
|                                                                                           | Pascale Ludwig            | Divers droite                         | 60    | 2,23  | 0      |  |
| Ruralité, une vitalité partagée                                                           |                           |                                       | 60    | 2,23  | 0      |  |
|                                                                                           | Thiébault-Valéry Zitvogel | Régionaliste (UL)                     | 47    | 1,75  | 0      |  |
| Pour l'Alsace - Fer's Elsass                                                              |                           |                                       | 47    | 1,75  | 0      |  |
|                                                                                           | Gérard Bouquet            | Divers gauche (PRG)                   | 13    | 0,48  | 0      |  |
| Alsace et République                                                                      |                           |                                       | 13    | 0,48  | 0      |  |
|                                                                                           | Michel Leopold            | Divers                                | 10    | 0,37  | 0      |  |
| Du bon sens pour les Bas-Rhinois !                                                        |                           |                                       | 10    | 0,37  | 0      |  |
| Jean-Paul Leonhardt                                                                       | Divers                    | 3                                     | 0,11  | 0     |        |  |
| L'Alsace en action                                                                        |                           | 3                                     | 0,11  | 0     |        |  |
|                                                                                           |                           |                                       |       |       |        |  |
| Votes valides                                                                             | Votes valides             | Votes valides                         | 2 689 | 97,71 |        |  |
| Votes blancs                                                                              | Votes blancs              | Votes blancs                          | 43    | 1,56  |        |  |
| Votes nuls                                                                                | Votes nuls                | Votes nuls                            | 20    | 0,73  |        |  |
| Total                                                                                     | Total                     | Total                                 | 2 752 | 100   | 5      |  |
| Abstention                                                                                | Abstention                | Abstention                            | 38    | 1,36  |        |  |
| Inscrits / participation                                                                  | Inscrits / participation  | Inscrits / participation              | 2 790 | 98,64 |        |  |